# Mazkeret Batja (nádraží)
Mazkeret Batja (hebrejsky מַזְכֶּרֶת בַּתְיָה‎) je železniční stanice, která se nachází na železniční trati Tel Aviv – Beer Ševa. Stanice byla otevřena 30. května 2019. Nachází se severně od silnice 411 a jižně od vádí Nachal ha-Šloša, v blízkosti budoucí průmyslové zóny Mazkeret Batja, jejíž plán výstavby byl schválen v roce 2015.
V březnu 2016 bylo vypsáno výběrové řízení na výstavbu stanice. Dne 27. prosince 2016 položil ministr dopravy Jisra'el Kac základní kámen stanice. Podle ministerstva dopravy měla být stanice slavnostně otevřena během října 2018, ale termín byl posunut přibližně o šest měsíců. Náklady na vybudování stanice činily přibližně 20 milionů nových izraelských šekelů.
Stanice má rozlohu 550 metrů čtverečních a 320 parkovacích míst, 9 míst pro invalidy a 7 autobusových zálivů. Má dvě 300 metrů dlouhá boční nástupiště, k nimž vede pochod a která obsluhují celkem dvě koleje. Každé z bočních nástupišť lze v budoucnu přestavět na ostrovní nástupiště, takže stanice bude moci obsluhovat celkem čtyři koleje.

## Galerie

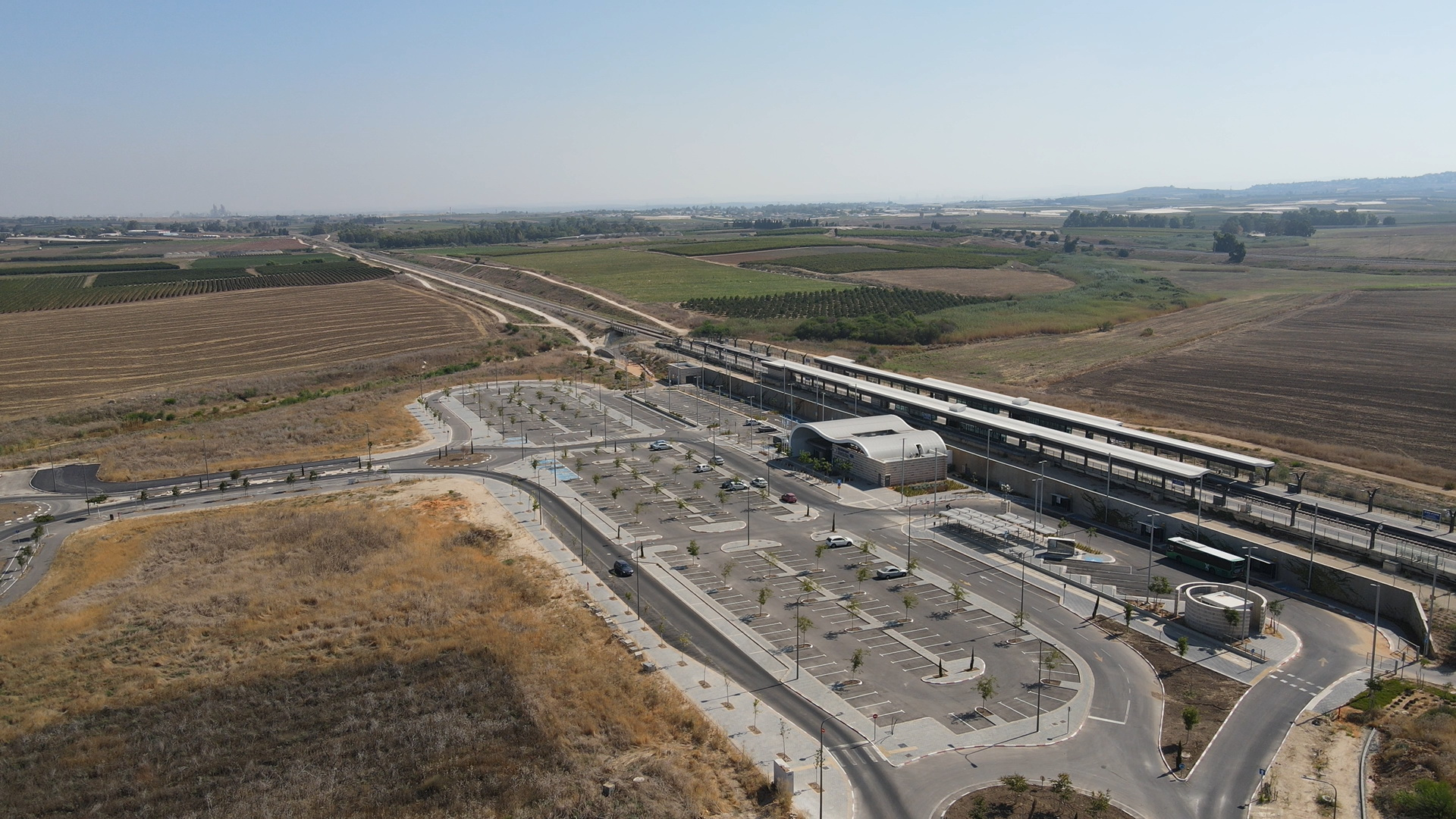
Pohled na stanici, 2020
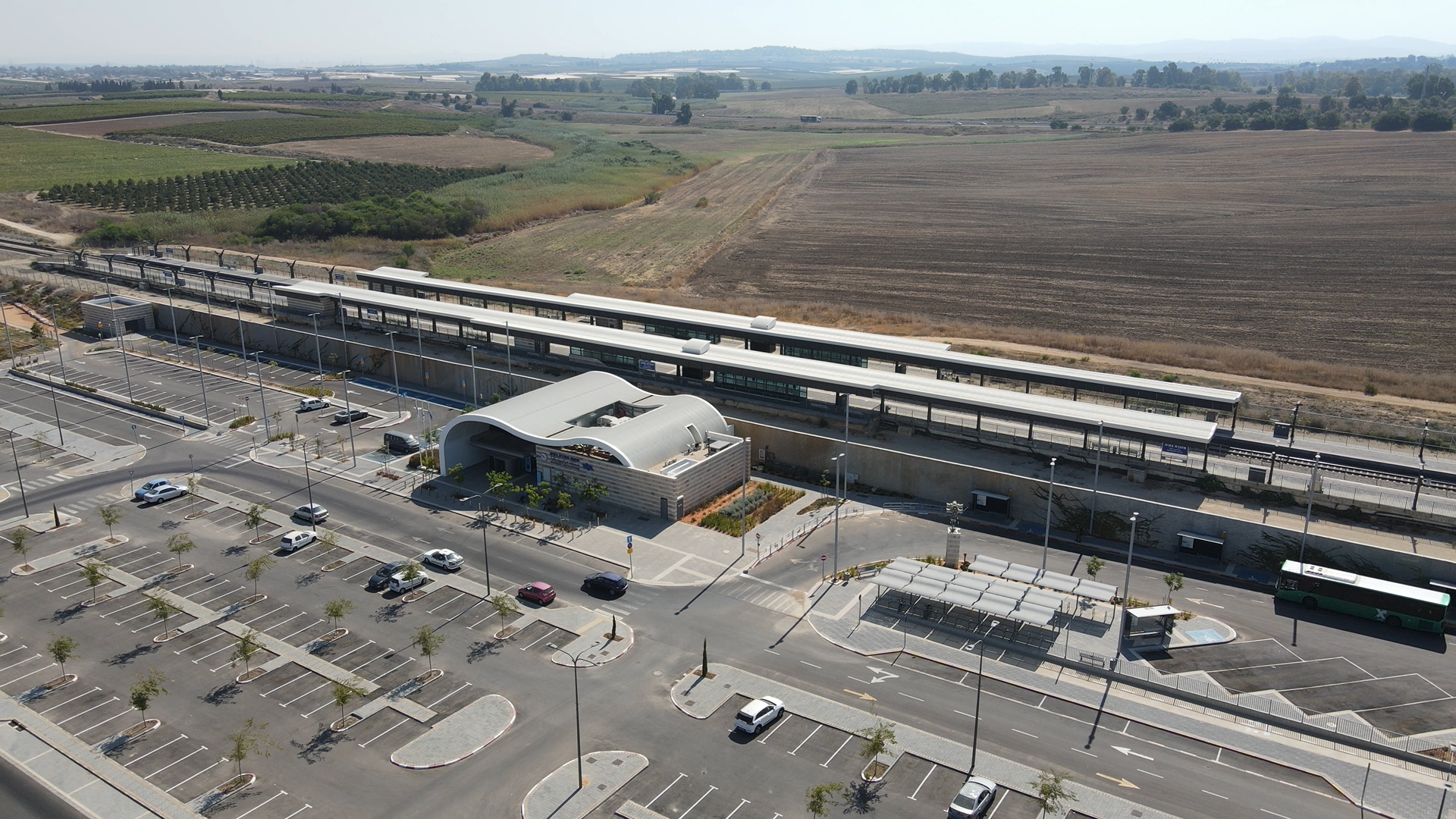
Pohled na stanici, 2020